# Glipostenoda guana
Glipostenoda guana là một loài bọ cánh cứng trong họ Mordellidae. Loài này được Lu & Ivie miêu tả khoa học năm 1999.